# Soplo de Austin Flint
En cardiología, un soplo de Austin Flint es un soplo cardíaco retumbante de baja intensidad que se ausculta mejor en el ápex cardíaco. Puede ser un soplo mesodiastólico o presistólico. Se asocia con insuficiencia aórtica grave, sin embargo el rol de este signo en la práctica clínica ha sido cuestionado.
La ecocardiografía, la ecografía Doppler, y la imagen por resonancia magnética cardiovascular sugieren que el soplo es el resultado del choque del flujo retrógrado (de la insuficiencia aórtica) sobre la superficie interna del corazón, por ejemplo el endocardio.
Clásicamente, se le describe como el resultado del desplazamiento de la valva de la válvula mitral y la combinación de los flujos anterógrado de la válvula mitral y retrógrado de la insuficiencia aórtica:
- Desplazamiento: La sangre regurgitada por la insuficiencia aórtica golpea la valva anterior de la válvula mitral, lo que a menudo resulta en el cierre prematuro de las valvas mitrales. Esto puede ser confundido con una estenosis mitral.
- Turbulencia de los dos chorros de sangre: La sangre de la aurícula izquierda hacia el ventrículo izquierdo (durante la diástole) y la sangre de la aorta hacia el ventrículo izquierdo (por la insuficiencia aórtica).

El soplo de Austin Flint fue nombrado así por el médico estadounidense Austin Flint.